# Михај Витеазу (Калараш)
Михај Витеазу (рум. Mihai Viteazu) насеље је у Румунији у округу Калараш у општини Влад Цепеш. Oпштина се налази на надморској висини од 37 m.

## Становништво
Према подацима из 2002. године у насељу је живело 956 становника, од којих су сви румунске националности.